# Adam Stejskal
Adam Stejskal (* 28. března 2002 Brno) je český profesionální fotbalový brankář, který chytá za rakouský klub WSG Tirol a za český národní tým do 20 let.

## Klubová kariéra

### FC Red Bull Salzburg
Stejskal je odchovancem brněnské Zbrojovky, do jejíž akademie se dostal ve věku šesti let. V šestnácti letech se přesunul do rakouského klubu FC Red Bull Salzburg.
Stejskal debutoval v dresu rezervního týmu Red Bullu Salzburg, v Leiferingu, 24. července v zápase druhé nejvyšší rakouské soutěže proti Juniors OÖ. V zápase udržel čisté konto a pomohl k výhře 5:0.
V druhé polovině sezóny 2020/21 se stal stabilním členem sestavy druholigového Leiferingu, který dovedl k druhé příčce v lize.
Dne 23. října 2021 odehrál první zápas v dresu Leiferingu s kapitánskou páskou a čistým kontem pomohl k výhře 3:0 nad Grazer AK.
V létě 2021 prodloužil svoji smlouvu se Salzburgem až do června roku 2024.
Dne 25. dubna 2022 nastoupil v základní sestavě juniorského týmu FC Red Bull Salzburg do finále Juniorské ligy UEFA proti Benfice. Zápas skončil prohrou rakouského celku 0:6.
Za A-tým Red Bullu v soutěžním utkání nenastoupil, ale v jarní části sezony 2022/23 rakouské ligy byl pravidelně připravený jako náhradník na lavičce.

### WSG Tirol
Stejskal v červnu 2023 po pěti letech skončil u rakouského mistra Salcburku a posílil WSG Tirol. Klub z Innsbrucku příchod jednadvacetiletého gólmana oznámil na svém webu, o přestupu informovala také Stejskalova zastupující agentura Sport Invest.

## Reprezentační kariéra
Stejskal je českým mládežnickým reprezentantem, když postupně nastupoval za reprezentaci do 15 let, do 16 let, do 17 let a do 18 let. Od roku 2021 působí v české reprezentaci do 20 let.

## Statistiky

### Klubové
K 17. květnu 2022
| Klub      | Sezóna  | Liga       | Liga   | Liga | Pohár  | Pohár | Evropské poháry | Evropské poháry | Celkem | Celkem |
| Klub      | Sezóna  | Liga       | Zápasy | Góly | Zápasy | Góly  | Zápasy          | Góly            | Zápasy | Góly   |
| --------- | ------- | ---------- | ------ | ---- | ------ | ----- | --------------- | --------------- | ------ | ------ |
| Liefering | 2019/20 | Erste Liga | 2      | 0    | —      | —     | —               | —               | 2      | 0      |
| Liefering | 2020/21 | Erste Liga | 17     | 0    | —      | —     | —               | —               | 17     | 0      |
| Liefering | 2021/22 | Erste Liga | 17     | 0    | —      | —     | —               | —               | 17     | 0      |
| Celkem    | Celkem  | Celkem     | 36     | 0    | 0      | 0     | 0               | 0               | 36     | 0      |